# 鳴門海峡
鳴門海峡（なると かいきょう、国際名称・英語名: Naruto Strait）は、日本の四国の北東端にある大毛島孫崎（徳島県鳴門市）と淡路島門崎（兵庫県南あわじ市）との間に位置する海峡。瀬戸内海の播磨灘と太平洋の紀伊水道を結ぶ海峡である。「大鳴門（おおなると）」ともいう。日本百景に選定されている。

## 概要
| 播磨灘 [[淡路島\|淡路島]] 四国 紀伊水道 鳴門海峡 大鳴門 小鳴門 大毛島 島田島                     |
| ランドサット7号 (Landsat 7) が撮影した鳴門海峡。 ※表示環境によっては文字がずれることがあります。 |

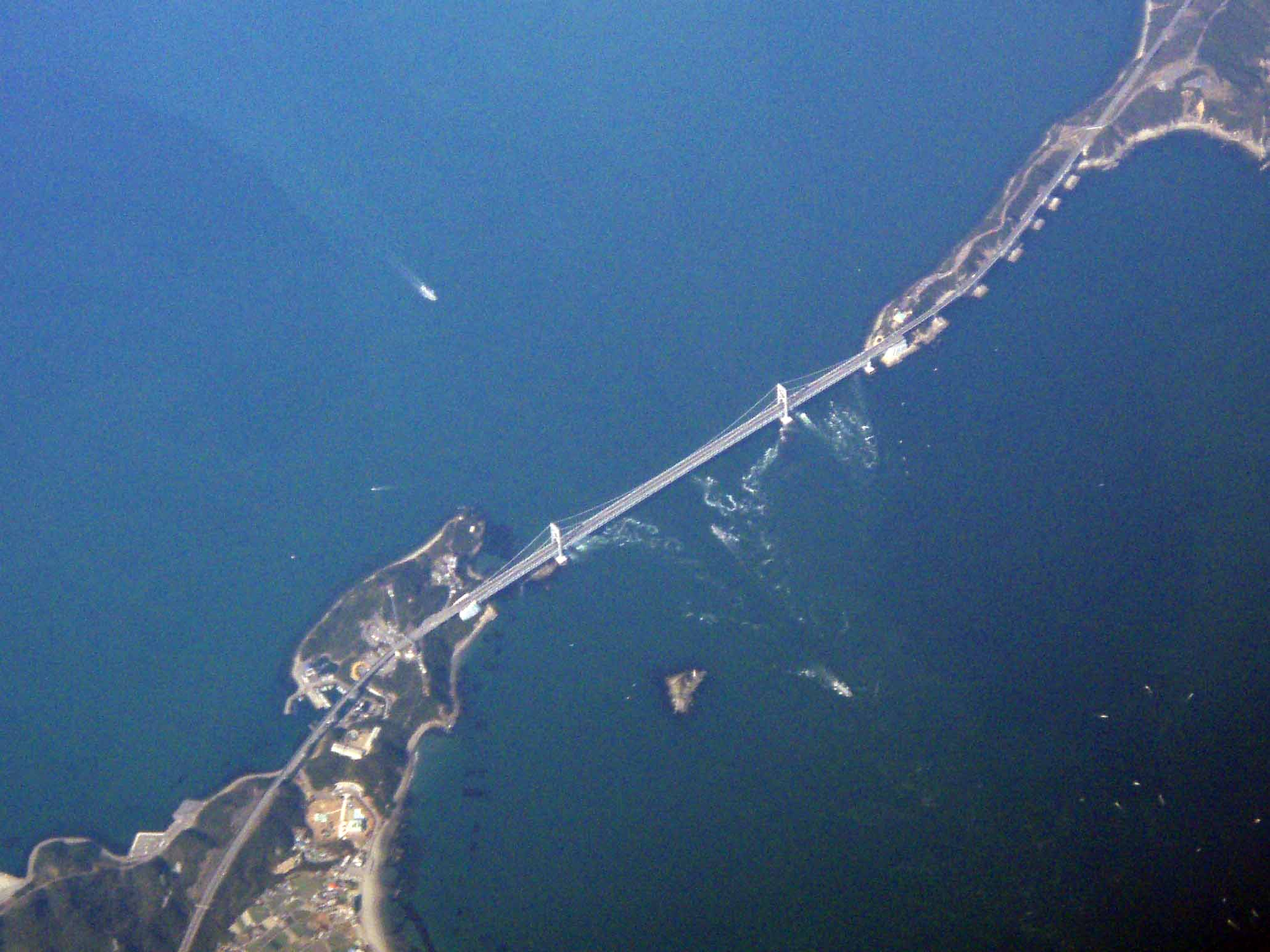
空中写真（2007年）

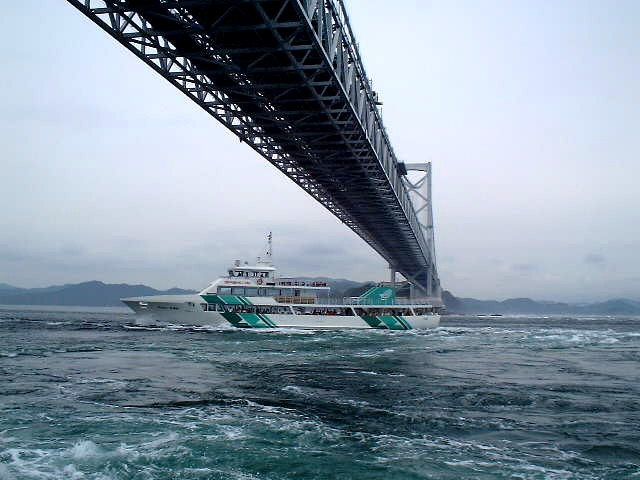
海面近くから見る（2000年5月）

淡路島側の門崎（とさき）と四国側の孫崎とを結ぶ海峡最狭部の幅は約1,340m。海峡付近には大毛島から約200mの位置に裸島、淡路島側から約300mの位置に岩礁の中瀬がある（ともに大鳴門橋の橋脚が立つ）。海峡中央部の海底はV字になっており深さは約90m、さらにこの最狭部を挟んで南側に深さ160m、北側に深さ200mの海釜（かいふ）と呼ばれる深みがある。
太平洋からの潮流は紀伊水道で二つに分かれ、一方は鳴門海峡の南側、もう一方は大阪湾から明石海峡を通って播磨灘へと進むが、後者が播磨灘で満潮となる頃には既に紀伊水道は干潮となっている。そのため潮位差は最大約1.5mにもなり、潮流は時速20kmと速く、海峡中央部と両側の流速差や独特の海底地形も要因となって「鳴門の渦潮」を生じる。鳴門の渦潮は海峡最狭部の下流側に現れ、大きいものでは直径15 mにもなる。この渦潮を間近で見るための観潮船が淡路島側と鳴門側から運航されている。また大鳴門橋にも遊歩道「渦の道」が設けられていて、真上から渦潮を観察できるようになっている。
鳴門海峡を展望できる「鳴門公園及び付近一帯の丘陵林地と海岸及び島嶼」が1931年（昭和6年）に国名勝に指定された。また、1950年（昭和25年）には瀬戸内海国立公園に追加指定された。
1985年（昭和60年）には大鳴門橋が開通した。自動車専用道路である大鳴門橋の架橋から10年後の1995年（平成7年）、唯一残っていた淡路フェリーボートの阿那賀～亀浦航路が休止され、その後廃止されたため、原動機付自転車等は渡海できなくなった。
なお、鳴門海峡（大鳴門）の西側には小鳴門海峡（小鳴門・撫養の瀬戸 - 四国本島と大毛島・島田島の間の延長8 km、最狭部の幅110 mの水路状）がある。

## 海の難所
阿波の鳴門は利根川河口や伊良湖渡合とともに日本の海の三大難所とされた。
海峡は主要航路ではあるが可航幅が約500 mと狭く、強流時などには通峡を見合わせて潮止まりを待つように、徳島海上保安部が船舶に注意を促している。2002年（平成14年）から2006年（平成18年）の5年間で裁決のあった海難事故は15件で、そのうち8件は大鳴門橋直下で、うち5件は強潮流による圧流や操船不能などが原因となっている。

## 関連作品
- 「鳴門海峡」 - 伍代夏子のシングル。1996年（平成8年）4月21日発売[6]。約40万枚を売り上げ、2010年（平成22年）11月29日には「道の駅うずしお」にこの曲の歌碑が建てられた[7][8][9]。
- 「鳴門海峡」 - 三橋美智也のシングル。1969年（昭和44年）12月発売。

## 論文
- 地学団体研究会地質班（西山賢一、瀬部直之、石田啓祐、中尾賢一、辻野泰之、橋本寿夫）「地形・地質から見た鳴門海峡の成立」（PDF）『阿波学会紀要』第61号、阿波学会、2017年3月、1-10頁。